# Санкт-Петербургский университет (журнал)
Журнал «Санкт-Петербургский университет» — научно-популярный журнал, выпускаемый Санкт-Петербургским государственным университетом. Издание в доступной форме рассказывает о фундаментальных и прикладных научных исследованиях ученых СПбГУ, новых образовательных программах, уникальном оборудовании, современных лабораториях и ресурсных центрах, книгах, учебниках и о людях старейшего университета России: исследователях, сотрудниках, преподавателях, выпускниках и студентах.

### История
История журнала началась в 1925 году с еженедельной стенной газеты «Студенческая правда». Ее вывешивали в главном коридоре здания Двенадцати коллегий. В газете писали о событиях университетской жизни, работе парткома, комсомольской и профсоюзной организации, о диспутах и лекциях, публиковали стихи. «Студенческая правда» пользовалась большой популярностью.
В таком виде стенгазета просуществовала полтора года. Затем стало понятно, что для такого большого университета необходима уже не стенная, а обычная газета. И 7 ноября 1927 года вышел первый выпуск именно такой газеты, названной так же: «Студенческая правда».
В 1930 году название газеты было изменено на «Ленинградский университет». В 1942–1943 годах газета выходила в Саратове, куда эвакуировалась основная часть ЛГУ.
В 1991 году 27 сентября название газеты снова поменялось. Она стала называться «Санкт-Петербургский университет». С самого первого выпуска в ней освещали университетскую жизнь, городские и мировые события, публиковали литературные сочинения универсантов. Архив газеты до 1995 года доступен в репозитории СПбГУ.
В 90-е годы журналисты издания опубликовали репортаж о визите в университет Маргарет Тэтчер, интервью с Михаилом Горбачевым, депутатом Галиной Старовойтовой и Александром Зиновьевым.
С течением времени периодической университетской прессе становится тесно в рамках газеты, и наступает новая пора — журнальная. 1 сентября 1995 года в свет выходит первый номер журнала «Санкт-Петербургский университет». Он представляет собой черно-белое издание с периодичностью в три недели и освещает все понемногу: от новостей до отчетов о заседаниях профкома. Но с появлением в декабре 1996 года сайта СПбГУ актуальность информации в журнале резко падает, поскольку на официальном портале новости и события университета появляются намного оперативнее. В результате этого издание становится неинтересно молодой части аудитории — студентам, молодым сотрудникам и ученым, и почти неинтересно сторонним читателям. Журнал перестает отвечать потребностям не только своей потенциальной аудитории, но и самого вуза, так как СПбГУ превращается в один из крупнейших учебно-научных комплексов мирового уровня и ему требуется журнал, который бы отразил его масштабную деятельность.
Создание такого издания начинается с исследования специалистов университетского ресурсного центра «Центр социологических и интернет-исследований». Ученые проводят опрос среди сотрудников и обучающихся и выясняют, что 80 % респондентов хотят, чтобы в журнале публиковали статьи, посвященные исследованиям ученых СПбГУ, 47 % — технике и оборудованию, на которых работают ученые, почти 70 % — новинкам университетского издательства и выходу книг, авторами которых являются преподаватели и выпускники СПбГУ. 50,1 % респондентов считают, что журнал «Санкт-Петербургский университет» должен быть полноцветным.
Исходя из результатов опроса, обновленную версию журнала построили из нескольких блоков. В первом разместили научные достижения ученых СПбГУ (рубрики «В фокусе», «Исследования и разработки», «Наука и практика»,«Сделано в СПбГУ»), во втором — передовое оборудование, которое используют студенты и исследователи университета (рубрика «Научный парк»), в третьем — новые образовательные программы (рубрика «Образовательная среда»), в четвертом — истории судеб известных ученых-выпускников, интервью с универсантами (рубрики «Гость номера», «Страницы истории», «Человек читающий») и новинки издательства СПбГУ. Также была разработана композиционно-графическая модель издания. Ею занимались преподаватель Университета Ольга Юрьевна Привалова и магистрантка СПбГУ Мариам Сума.
В результате журнал «Санкт-Петербургский университет» превратился в полноцветное научно-популярное издание, большое внимание в котором уделено графической подаче информации.
В настоящее время журнал выходит тиражом 1000 экземпляров и распространяется бесплатно. 
Бумажную версию журнала можно взять на стойке рядом с аудиторией 2035 в главном коридоре здания Двенадцати коллегий (Университетская набережная, 7–9–11).
Открыта бесплатная подписка на электронные выпуски журнала в формате PDF. Стать подписчиком может любой желающий. PDF-версия высылается на электронную почту одновременно с выходом печатной версии.
В электронном виде журнал также доступен на платформах «Строки», «Литрес» и «Kiozk».